# رباط شجاع الدين (بعدان)

تعديل مصدري - تعديل

رباط شجاع الدين هي إحدى قرى عزلة المشكي بمديرية بعدان التابعة لمحافظة إب، بلغ تعداد سكانها 187 نسمة حسب تعداد اليمن لعام 2004.